# Willie Davenport
William „Willie” D. Davenport (ur. 8 czerwca 1943 w Troy w Alabamie, zm. 17 czerwca 2002 w Chicago) – amerykański lekkoatleta płotkarz, mistrz olimpijski, także bobsleista.
Niespodziewanie wygrał amerykańskie kwalifikacje w biegu na 110 metro przez płotki przed igrzyskami olimpijskimi w 1964 w Tokio. Na igrzyskach doznał kontuzji i odpadł w półfinale. Zdobył brązowy medal w tej konkurencji na uniwersjadzie w 1965 w Budapeszcie oraz srebrny medal na igrzyskach panamerykańskich w 1967 w Winnipeg (za swym kolegą z reprezentacji USA Earlem McCullouchem, a przed Kubańczykiem Juanem Moralesem.
Zwyciężył w biegu na 110 metrów przez płotki na igrzyskach olimpijskich w 1968 w Meksyku, wyprzedzając innego Amerykanina Ervina Halla i Eddy’ego Ottoza z Włoch oraz wyrównując rekord olimpijski czasem 13,3 s. Wynik 13,33 s był jednocześnie rekordem świata przy zastosowaniu pomiaru elektronicznego. Na kolejnych igrzyskach olimpijskich w 1972 w Monachium zajął 4. miejsce w finale tej konkurencji.
Zdobył brązowy medal na dystansie 110 metrów przez płotki na swych czwartych igrzyskach olimpijskich w 1976 w Montrealu (wyprzedzili go jedynie Guy Drut z Francji i Alejandro Casañas z Kuby).
Davenport był mistrzem USA (AAU) w biegu na 120 jardów przez płotki w 1965, 1966 i 1967, a także w 1969 wspólnie z Leonem Colemanem.
Oprócz rekordu świata przy pomiarze elektronicznym wyrównał również rekord świata przy pomiarze ręcznym czasem 13,2 s, uzyskanym 4 lipca 1969 w Zurychu.
Wystąpił także na zimowych igrzyskach olimpijskich w 1980 w Lake Placid w konkurencji czwórek bobslejowych, zajmując 12. miejsce. Stał się w ten sposób czwartym Amerykaninem uczestniczącym zarówno w letnich, jak i w zimowych igrzyskach olimpijskich.
Davenport był zawodowym żołnierzem. Doszedł do stopnia pułkownika w Gwardii Narodowej. Zmarł na atak serca na lotnisku O’Hare w Chicago.